# 2002 GS32
2002 GS32, também escrito como 2002 GS32, é um objeto transnetuniano que está localizado no Cinturão de Kuiper, uma região do Sistema Solar. Este corpo celeste está em uma ressonância orbital de 3:5 com o planeta Netuno. Ele possui uma magnitude absoluta de 7,5 e tem um diâmetro estimado com cerca de 139 km.

## Descoberta
2002 GS32 foi descoberto no dia 8 de abril de 2002 pelo astrônomo Marc W. Buie.

## Órbita
A órbita de 2002 GS32 tem uma excentricidade de 0,112 e possui um semieixo maior de 42,288 UA. O seu periélio leva o mesmo a uma distância de 37,570 UA em relação ao Sol e seu afélio a 47,006 UA.